# BBA Metallist
Die Baureihe Metallist des Betriebes für Bergbauausrüstungen Aue (BBA) bezeichnet eine Akkumulatorlokomotive, die von 1949 bis 1977 gebaut wurde. Sie wurde hauptsächlich für die Bergbaubetriebe der Wismut AG/SDAG gebaut, später aber auch in anderen Bergbaubetrieben der DDR sowie in verschiedenen Industriebetrieben eingesetzt. Bekannt ist auch der Export dieser Grubenlokomotive in die Tschechoslowakei.

## Geschichte
Die BBA Metallist wurden von 1949 bis 1977 in verschiedenen Varianten gebaut. Der Bau dieser Grubenlokomotive wurde 1977 zugunsten leistungsstärkerer Modelle eingestellt. Das direkte Nachfolgemodell war die BBA B 360.
Im Feldbahnmuseum Herrenleite sind zwei Lokomotiven museal erhalten.

## Konstruktive Merkmale

### Mechanik
Die Lokomotive besaß zwei Rahmen. Der Innenrahmen nahm die Achsen auf, während der Außenrahmen die tragende Konstruktion darstellte. Die Rahmen waren nach unten offen. Gebaut wurde die Lok mit verschiedenen Rahmenbreiten. Extra aufgeführt wird eine Schmalrahmenvariante mit einer Breite von 430 mm bis 500 mm. Hier nimmt der Rahmen auch die Achsen auf. Diese Loks wurden für Spurbreiten bis 500 mm gebaut. Der Rahmen der ersten Serien war noch genietet. Die Serien mit geschweißtem Rahmen wurden auch als EL-M bezeichnet.

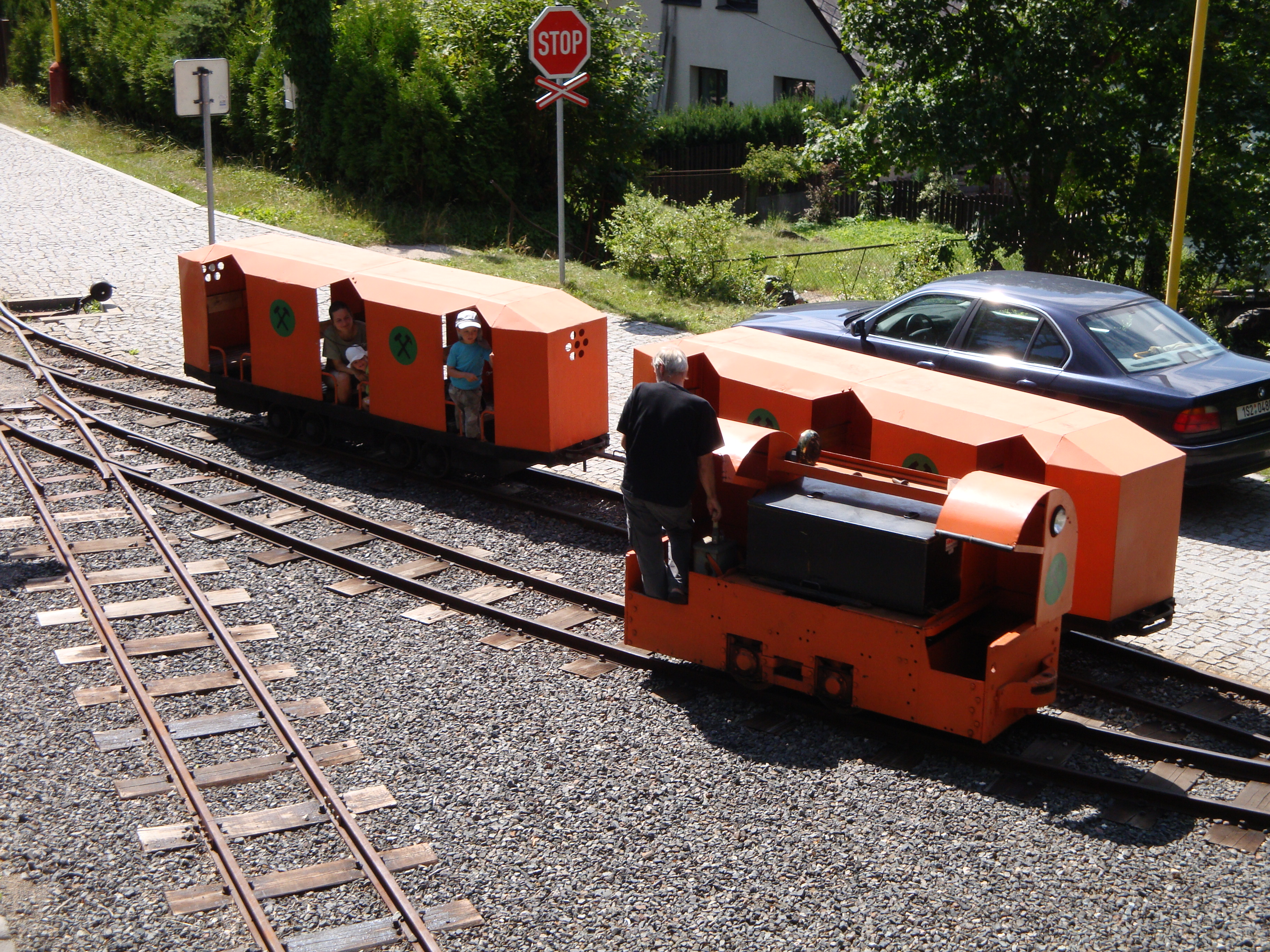
Tschechische Metallist mit Mitfahrplatz
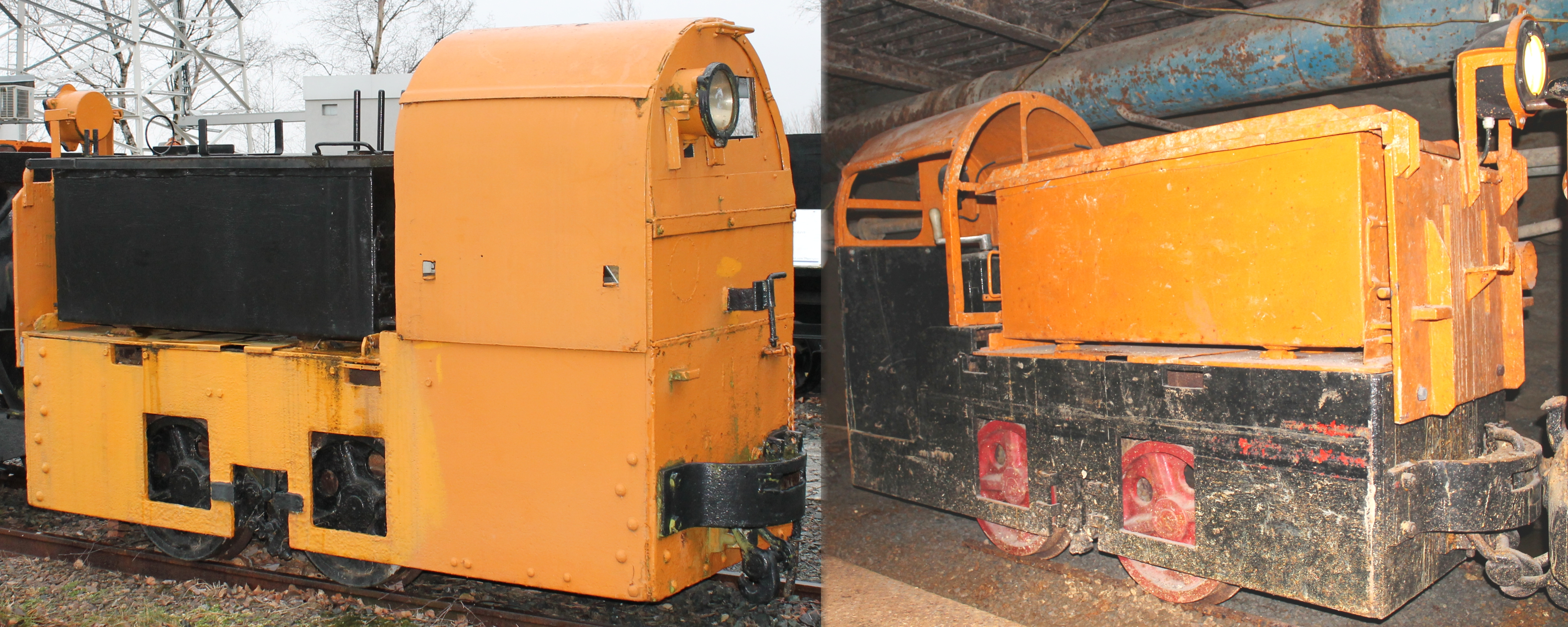
Rahmen genietet (links) und geschweißt (rechts)

### Elektrik
Die zwei Fahrmotoren mit einer Leistung von je 2,1 kW werden von einem Bleiakkumulator mit elektrischer Energie versorgt. Die Spannung des Akkumulators beträgt 78 V (39 Zellen à 2 V), die Kapazität 250 Ah. Mit dem Schleifringfahrschalter können die Fahr- und Bremsstufen ausgewählt werden.